# 素迪耶·焦差勒密
素迪耶·焦差勒密（1986年5月3日—），泰国女子射击运动员，2010年亚洲运动会女子双向飞碟和女子双向飞碟团体铜牌得主、2014年亚洲运动会女子双向飞碟和女子双向飞碟团体铜牌得主、2018年亚洲运动会女子双向飞碟金牌得主、2022年亚洲运动会女子双向飞碟团体铜牌得主。